# 駒競行幸絵巻
駒競行幸絵巻（こまくらべ・ぎょうこう・えまき。以下「駒競」とする。）は、『栄花物語』巻二十三「こまくらべの行幸」（以下「こまくらべ」とする。）の前半部を絵巻化したものである。13世紀後半から14世紀初頭制作とされる(#絵師と注文主)。
完本は現存せず、静嘉堂文庫美術館と和泉市久保惣記念美術館に、零本（部分的に残ったもの）各一巻（以下、静嘉堂本・久保惣本と記す。）が分蔵され、共に重要文化財に指定されている。両者は、画風や物語の内容から、同じ巻が分割されたものと考えられる。
それ以外に、断簡と、江戸時代後期の、静嘉堂・久保惣本及び「断簡」には現存しない箇所を含む、摸本二巻が現存する(#断簡5葉#狩野養信による復元摸本)。

## 「こまくらべ」のあらすじ
1024年（万寿元年）年9月から12月の出来事を記す。
9月19日、関白藤原頼通の「高陽院」にて駒競（競馬）が行われることになり、後一条天皇が行幸、大宮彰子（藤原道長の長女、頼道の姉で、後一条天皇の母、一条天皇の后。）と東宮（後一条天皇の弟で、後の後朱雀天皇。）が行啓された。翌20日には後宴が行われ、和歌が詠まれた。10月に入り、中宮威子（道長の四女、頼道の妹で、後一条天皇の后。）は多宝塔供養を行った。11月に道長は長谷寺に参詣した。

## 駒競の現存箇所

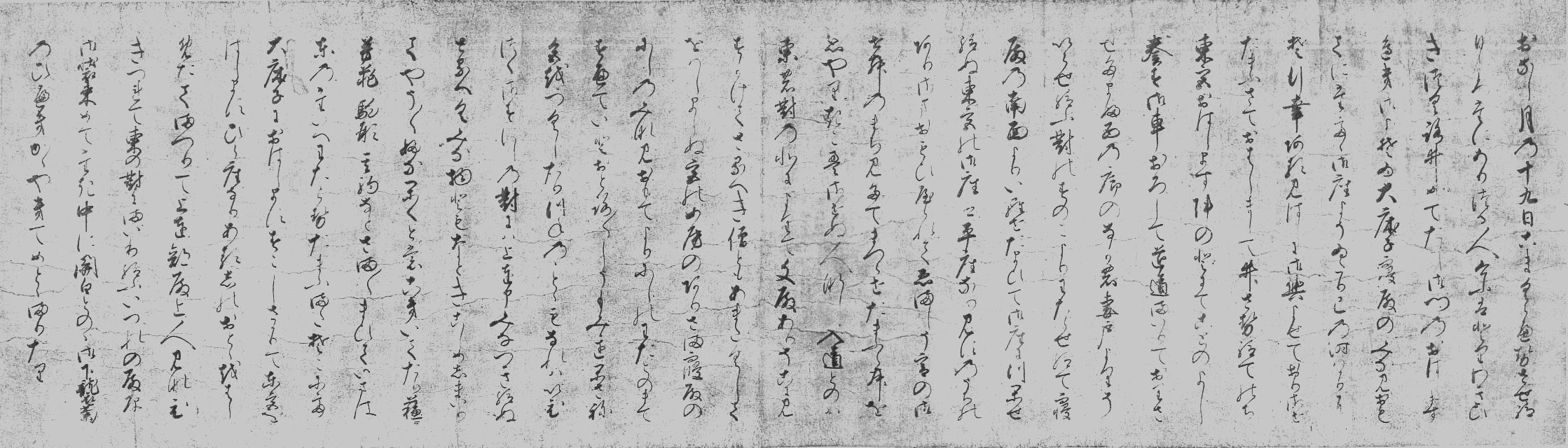
図1.久保惣本詞書

現存する静嘉堂本と久保惣本の画は、9月14日夜の中宮行啓（#静嘉堂本）、19日の東宮行啓、寝殿に参集した貴人と舟遊び（#久保惣本）までで、先に述べたあらすじの内、駒競以降の絵は現存しない（#久保惣本）。
静嘉堂本は巻頭部が焼損しており、その為か色味がすくんでいる。対して、久保惣本は鮮やかな色彩を保ち、高価な顔料の使用が窺える。
詞書（ことばがき）は、久保惣本の「おなし月の十九日　こまくらへせさせ給…関白とのゝ御下襲菊のひへきかゝやきて　めとゝまりたり」一段二紙33行のみで、静嘉堂本に詞書は無い。

## 場面解説

### 静嘉堂本

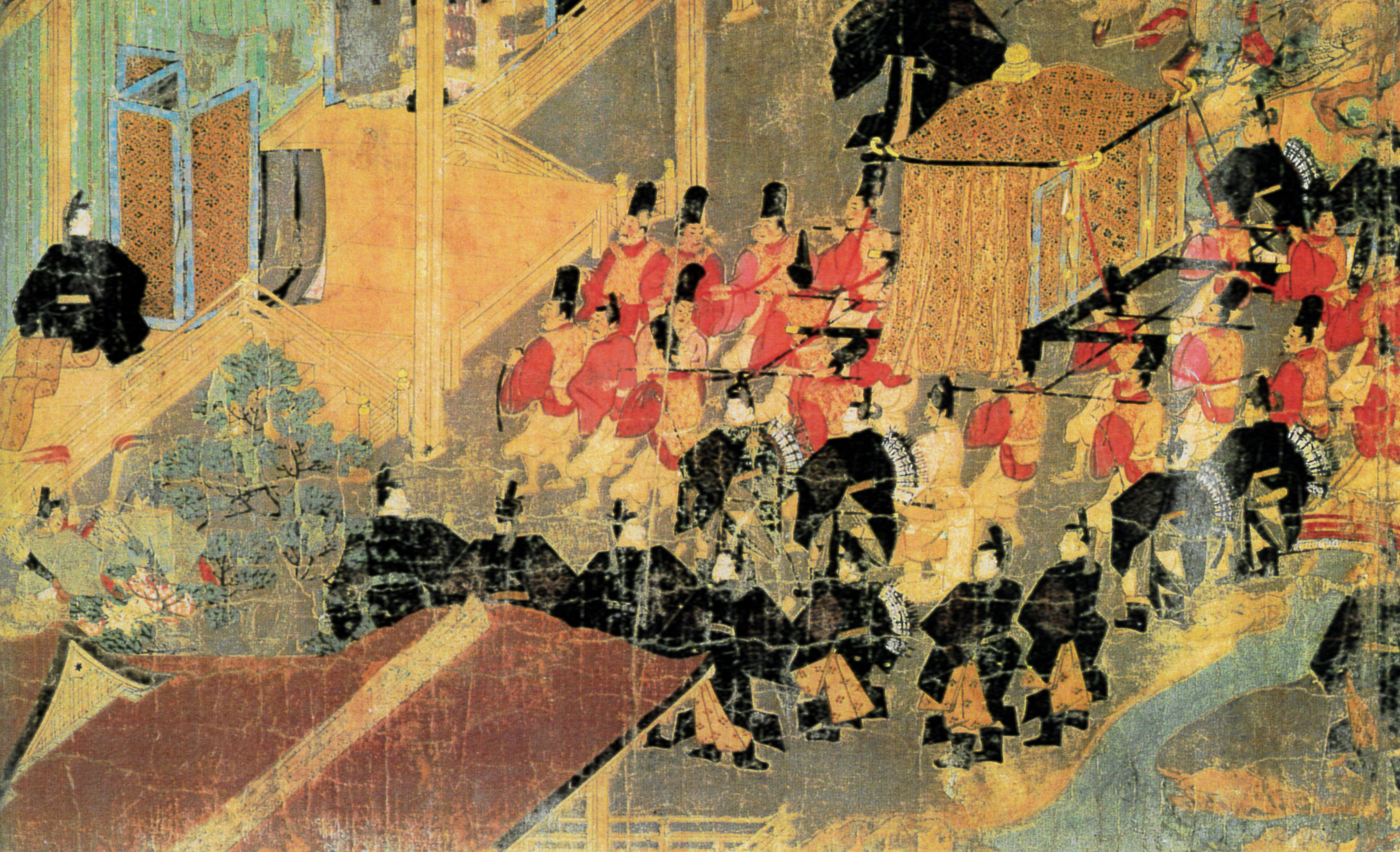
図2.静嘉堂本・彰子行啓

大宮彰子の行啓を描く（図2.）。9月14日の夜、高陽院の門前には一輛の牛車が止まり、松明を持つ従者が居る。門をくぐると、貴人、随身、供人が控える。その奥に檜皮葺の重厚な中門があり、中にはさらに多くの人々がいる。そして庭内の橋を渡り、大宮を乗せた、金字に黒で小葵文様を表した豪華な葱花輿が、30人ほどの丹色の上衣を着た従者に担がれ、寝殿南側の階（きざはし）に到着するところである。階の先には簀子があり、両側を屏風で覆っており、その先は御簾で室内を隠している。

### 久保惣本

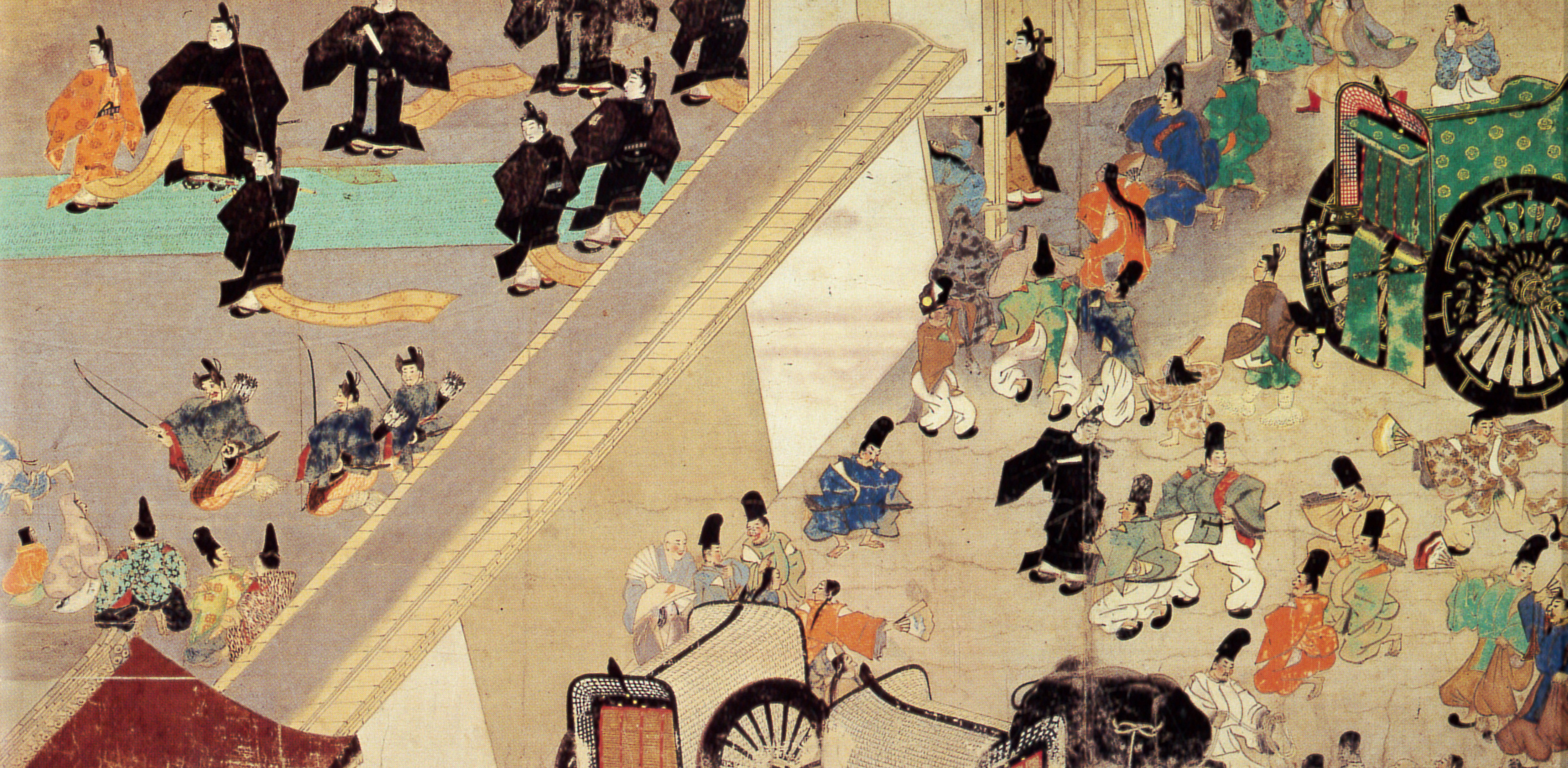
図3.久保惣本・東宮高陽院行啓

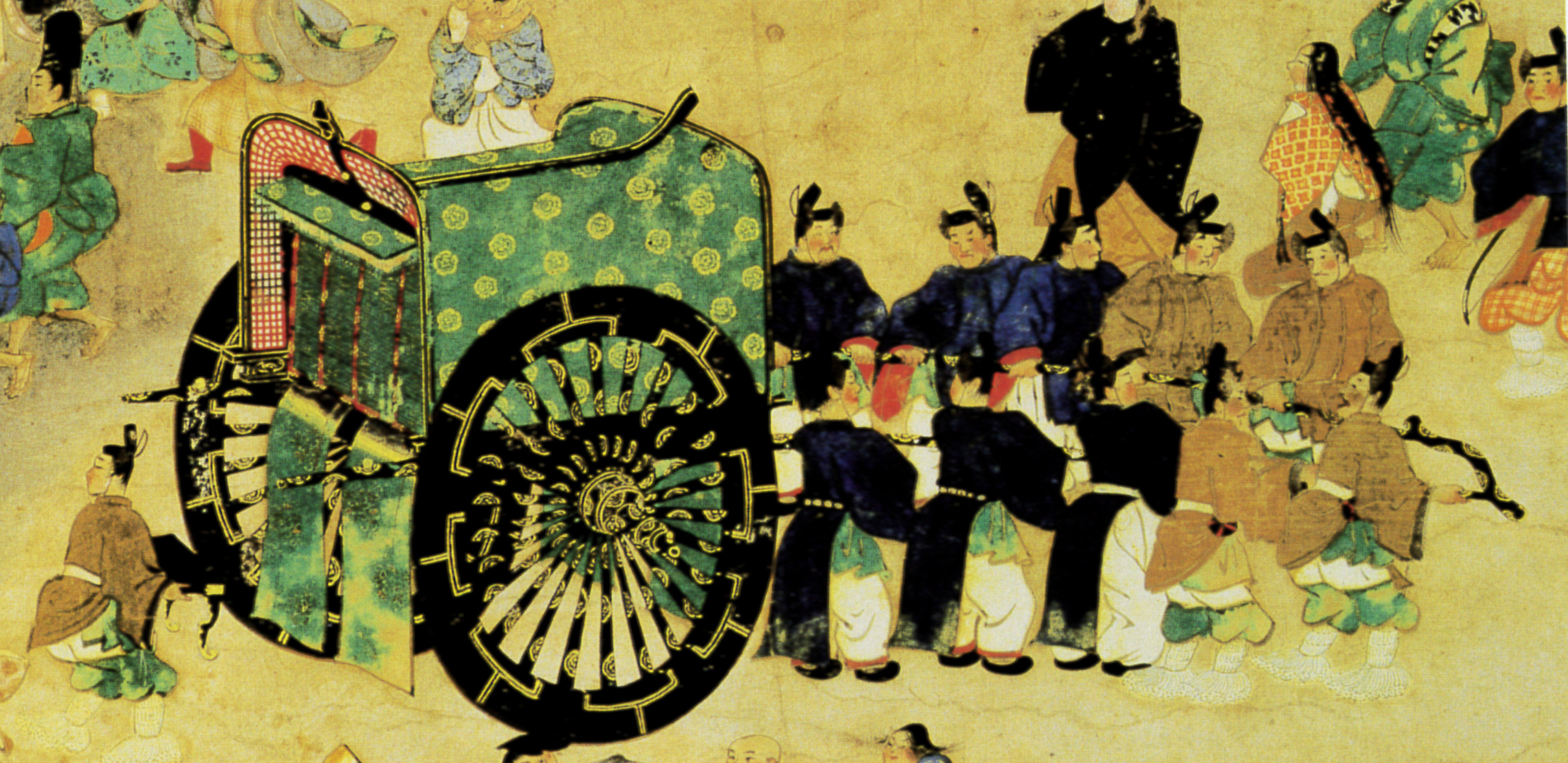
図4.東宮の牛車

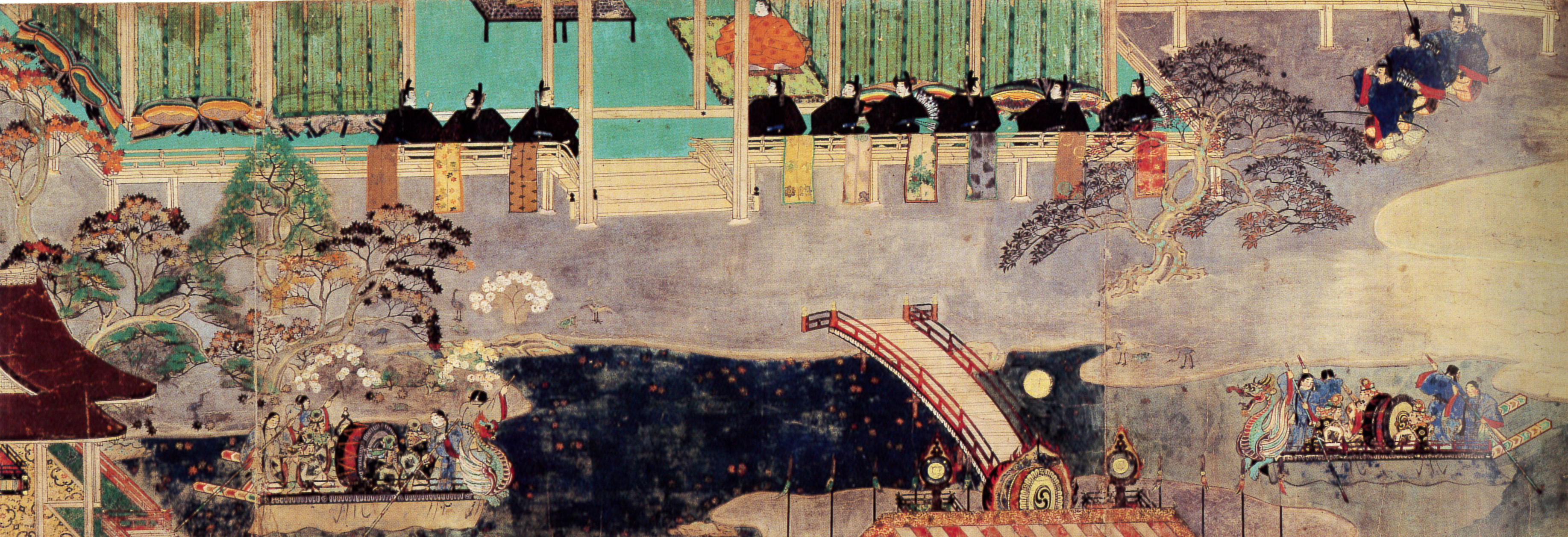
図5.久保惣本・競馬の前に舟遊びを鑑賞する帝ら

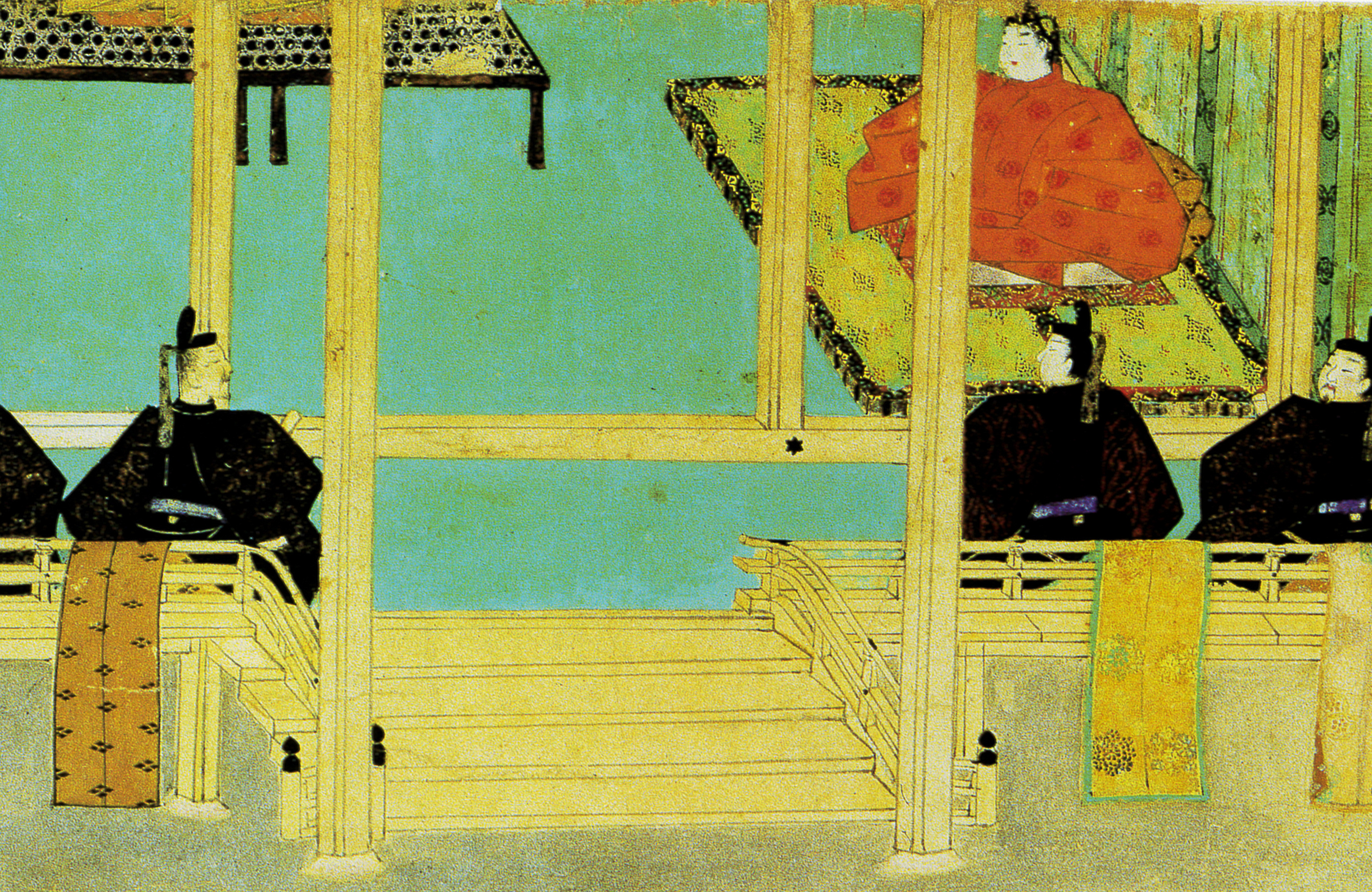
図6.左上に 後一条天皇 ､東宮(後の 後朱雀天皇)と階右に　左大臣 頼通 、向かって左に　右大臣 実資

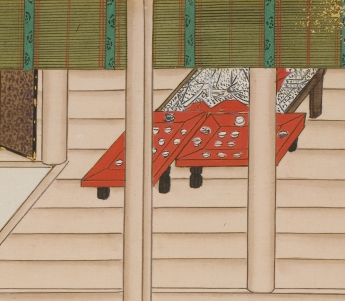
図7.　帝の尊顔を描かない例。『旧儀式図画帖』巻29より「大床子御膳」。新年の食事をする儀式。1897年。東京国立博物館蔵。

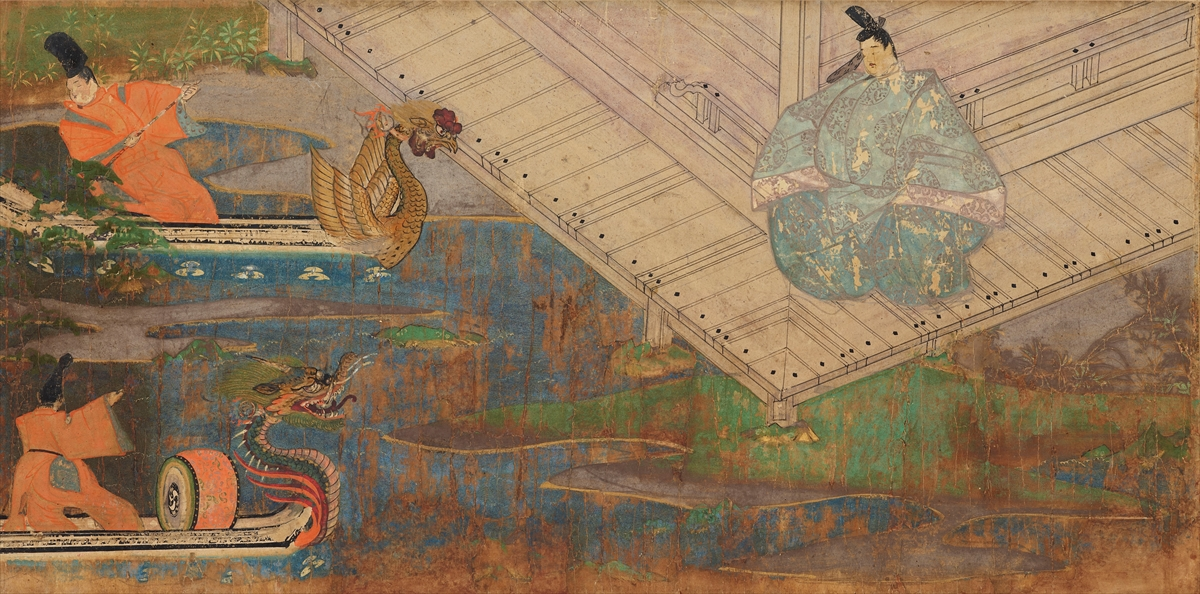
図8.『紫式部日記絵巻』より竜頭・鷁首船を見る 藤原道長

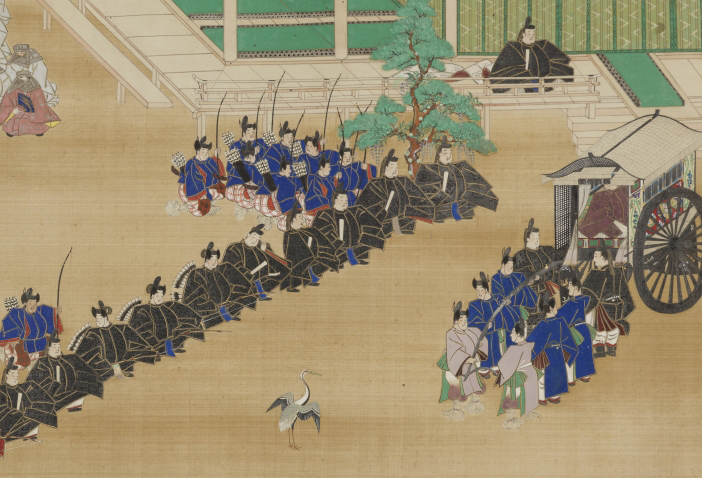
図9.『春日権現験記』巻二より、白河上皇の行幸をもてなす為、作り物の鶴が置かれる。19世紀の模本。東京国立博物館蔵。

静嘉堂本に引き続き、9月19日午前10時頃の東宮行啓、及び寝殿と庭園、貴人たちを描く。詞書の後、門前の通りは貴賤で大賑わいである。白緑の絹地、及び車輪と轅に宝相華文様が散らされた牛車（唐庇車）があり、10人の曳き手が轅を支える。後部に黒漆塗りの台榻を持った者が居り、東宮がたった今、下車されたのが分かる。黄金色を帯びた大ぶりの牛は、軛から放たれている（図4.参照）。
塀沿いには枇榔で編んだ白地の牛車（檳榔毛車）が二輛並んでいる（図3.参照）が、東宮のそれと比べると、官位の違いが分かる。
門をくぐると、黄丹袍を召した東宮が、裾の先を太った公卿に持たせ、筵道を進む。邸内に紛れ込んで来た一家を、随身が弓で威嚇し、追い出そうとする。東宮が進む先には霞がかかる。
霞の先には寝殿南側と池が一望出来る。寝殿母屋には大床子とそこに坐した後一条天皇が描かれている。容貌は描かず、膝より上部を紙端で切っている（図7.参照）。向かって右側には上げ畳上に茵を敷いた上に、到着したばかりの東宮が座っている。筵道上で持たせていた裾は折りたたんでいる（図6.参照）。
寝殿周りの簀子にも畳が敷かれ、公卿ら9名が描かれている。久保惣記念美術館々長の河田昌之は、階の向かって右が、主の左大臣頼通、向かって左の高齢人物は右大臣藤原実資と見なす（図7.参照）。彼らは裾を勾欄（欄干）に掛け、「はれの日」にのみ許された、個々に異なる染下襲を見せている。袍の文様や、人物も上述の頼道と実資のように、若壮、髭の有無や、武官の矢や緌を描くことによって、個人を識別できるようにしている。
帝と東宮がまします母屋の左右は、簾に覆われ、その下から女房装束である五色の打出の衣を覗かせる。寝殿の前の池には、橋が架けられ、橋の手前には船楽用の大太鼓と鉦鼓が据えられ、池には向かって右には龍頭、左には鷁首の舟が浮かぶ（図8.参照）。
それぞれに櫓を漕ぐ童四人と、太鼓・鉦鼓・笙・横笛・篳篥の奏者が乗る。
両舟の間には、寝殿と渡殿でつながる西対があり、そこから池に檜皮葺の釣殿（図5.の左端）が張り出す。
寝殿と池の間にある庭には、桜・松・楓・菊が植えられ、鶴（図9.参照）亀形が置かれる。
檜皮葺の先には、またしても邸に紛れ込んだ夫婦と子供を追う従者がいる。絵巻の現存箇所はここまでとなる。

## 断簡5葉
静嘉堂本・久保惣本以外の断簡は、5葉が確認されている。

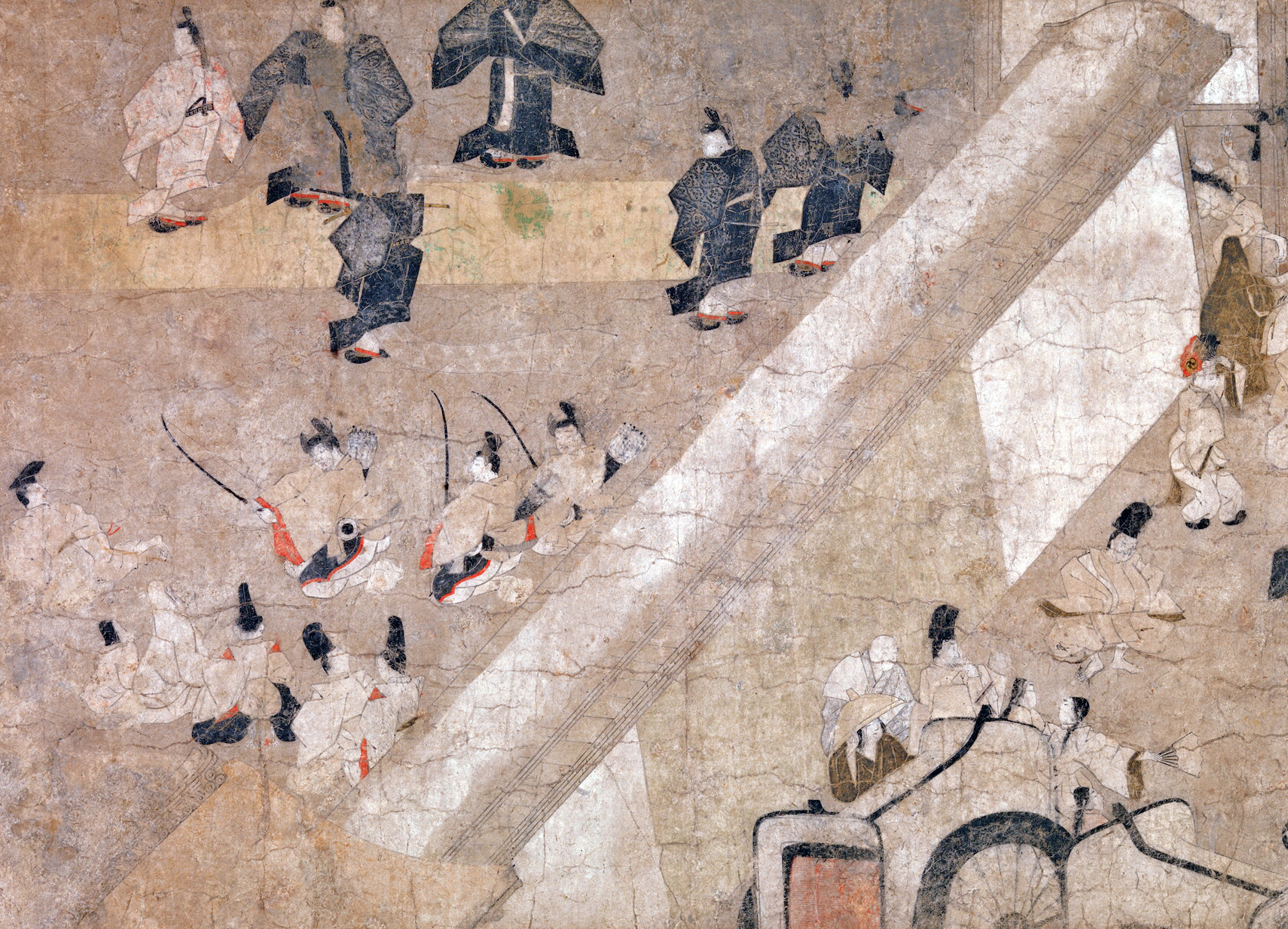
図10.東宮行啓の場面。メトロポリタン美術館蔵。

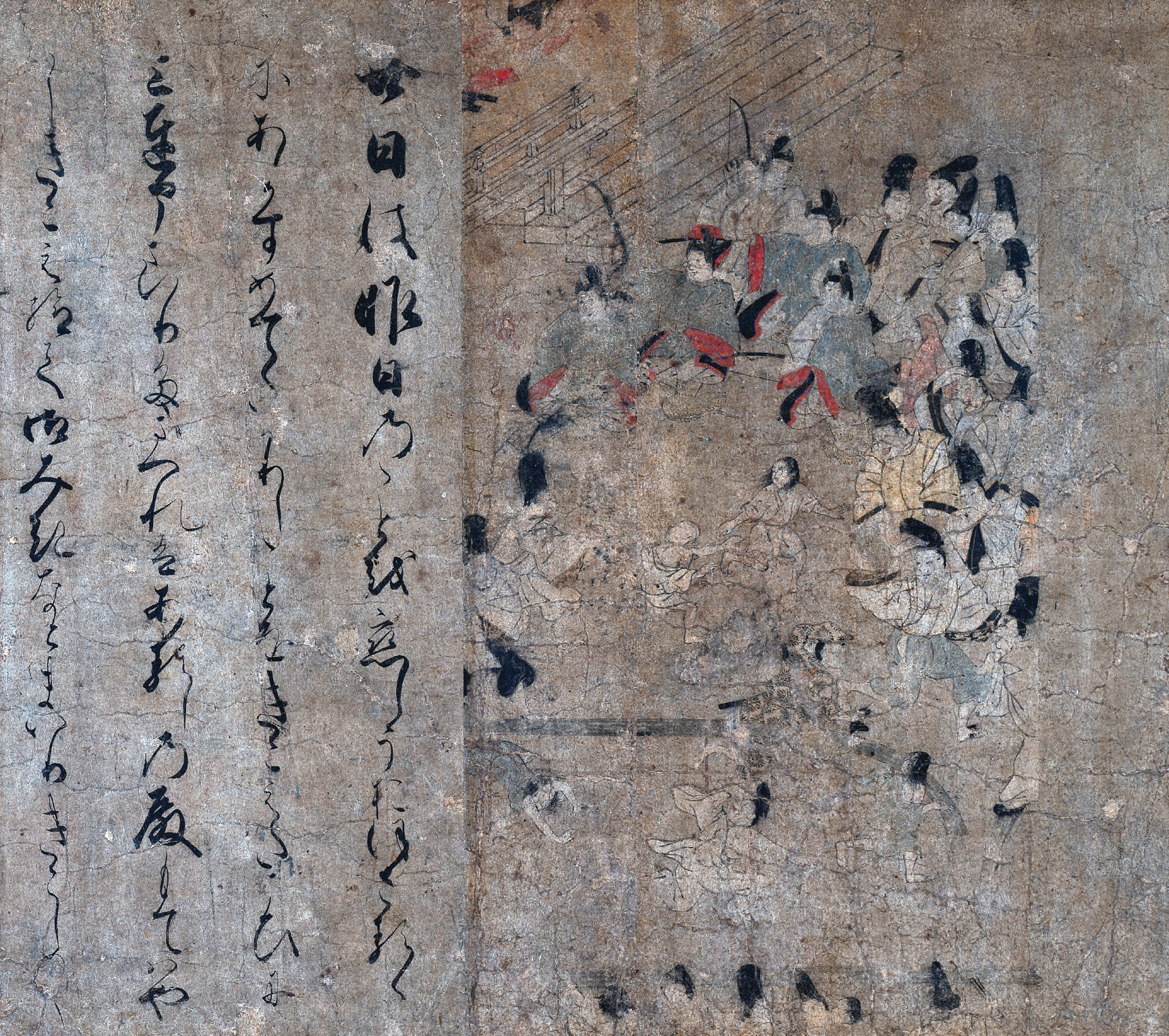
図11.寝殿東側で駒競を見る人々。詞書4行あり。クリーブランド美術館蔵。

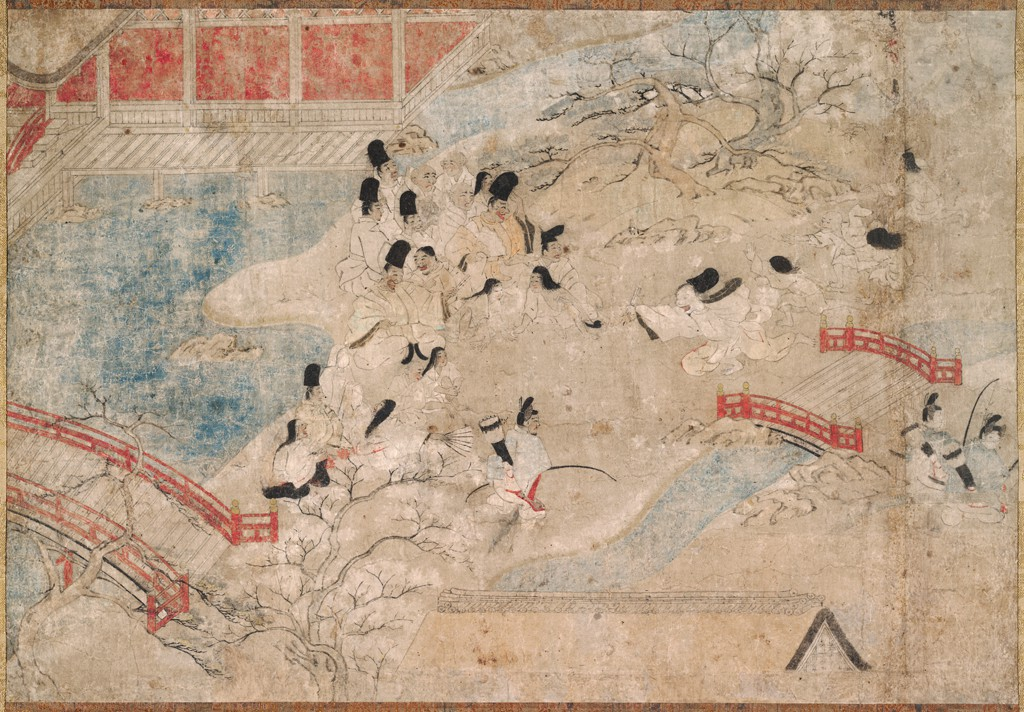
図12.寝殿西側で駒競を見物する人々。サックラー美術館蔵。

1. 東宮行啓の場面。幅32.7cm。メトロポリタン美術館蔵（図10.）[52]。
2. 竜頭船楽の場面。幅32.3cm。個人蔵[54][55]。
3. 駒競を寝殿東側で見物する人々。以下3葉は、静嘉堂・久保惣両本にはない場面。下3分の1に競馬場の柵が、左上には寝殿の簀子縁と上達部が一人見える。その右に詞書が4行、「廿日は昨日のことを恋しうをほさるゝ/にあかすめてたかりしことをきこえたまひに/上達部まいりたまへれはあるしの殿もてハや/しきこえ給て御みきなとまいりきこしめし」。「廿日は昨日のことを」から、駒競翌日のことと分かる。幅32.4cm。クリーブランド美術館蔵（図11.）[49][56]。
4. 駒競を寝殿東側の中島で見物する人々と警備する官吏。幅32.7cm。サックラー美術館蔵（図12.）[57][58][注釈 16]。
5. 楽所（がくそ。雅楽の演奏所）。個人蔵。人は描かれていない。手前の朱塗り橋と奥の廊が、先のサックラー本と繋がる[61]。

これら5葉は、幅が32.5 cm前後であり、いづれも色が褪せ、水をかぶった形跡があり、元は一巻であった可能性がある。また、前2者は久保惣本と重複した内容であり、その点から、この断簡群と静嘉堂・久保惣本は、別の系統と言える。
その中で、メトロポリタン本（図10.）と久保惣本（図3.）を見比べると、塀外の枇榔毛車横で烏帽子をかぶった男二人は、メトロポリタン本だと一人になっている。
両者の関係について、梅津次郎は、先行する田中一松と水尾博の意見に賛同し、「系統的な前後関係よりも、むしろ、両本に共通の祖本の存在を、想定すべき」と纏める。対して上野憲示は、上述の久保惣本とメトロポリタン本を比較し、前者に比べ後者は、上述した烏帽子男の描き忘れだけでなく、線に描写の破綻が見られ、上げ写しではなく、臨写に見られる「写しくずれ」であるとし、断簡は久保惣本の「忠実な写し、それも制作時期を南北朝期までさかのぼらせうる良質の転写本」と推察する。河田昌之は上野説を支持し、「作風から久保惣本、静嘉堂本とは製作年代の下る別本とみられる。」とする。

## 狩野養信による復元模本

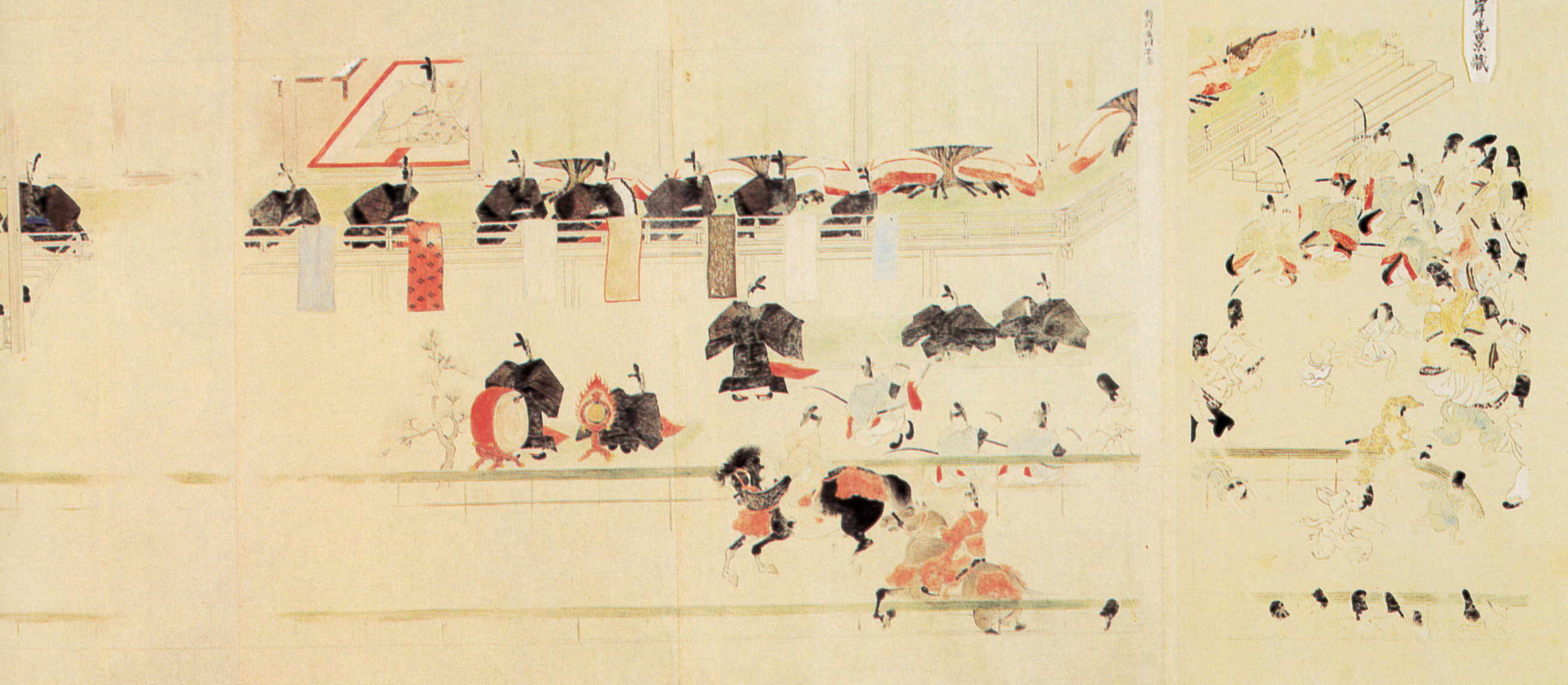
図13.狩野養信模「こまくらべ」の競馬の場面

狩野養信は徳川幕府お抱えの絵師として、江戸城内の障屏画制作の指揮を執る立場だったが、職務とは別に、和漢古画の模写を多く為した。その中で絵巻物が一定数を占め、徳川幕府から明治政府、そして帝室博物館（のちの東京国立博物館）に移管された資料だけでも150巻近くある。そしてその中に「駒競」模本も存在した（図13.東京国立博物館蔵。全二巻。「補定駒競行幸絵詞」と題されるので、以下「補定本」とする）。
養信の時代にて、「駒競」は既に完本では無く、養信所蔵の断簡原本・摸本だけでなく、狩野友川（1778-1815）・狩野探信ら所有の断簡も借用して写し、往時の絵巻復元を試み、1830年（文政11年）、2巻に纏められた。その中には、静嘉堂本・久保惣本及び断簡5葉にも含まれない、「こまくらべ」の中心題材である、競馬の場面が含まれている（図13.）。

## 20世紀の絵巻復元案
ここまで述べた、静嘉堂本・久保惣本、5断簡、補定本、及び「こまくらべ」テキストから、上野憲示と小松茂美が、在りし日の絵巻復元案を提示した。巻頭から順に列挙する。
1. (詞書「こまくらべ」より)「はかなく九月にもなりぬ。関白殿、高陽院殿にて駒競させ給ひて、行幸・行啓…寝殿の北・南・西・東などには皆池あり…大宮、京極殿におはしませば、九月十四日の夜、やがて高陽院殿に渡せ給…御供の上達部・殿上人、皆ものなどまいりて、禄など給てまかで給ぬ。」[76]
2. (補訂本)「女房車廿両あり。」の場面。
3. (静嘉堂本）「大宮…高陽院殿に渡せ給…寝殿の南の階のつまに、御輿寄せて下りさせ給ぬ。」の場面（図2.）。
4. (久保惣本詞書)「おなし月の十九日　こまくらへせさせ給…関白とのゝ御下襲菊のひへきかゝやきて　めとゝまりたり」（図1.）
5. (久保惣本)「みかどのおはしますべき大床子、寝殿の南面にたてゝ、御座よそひたり…春宮（東宮）おはします…宮の女房の有様、寝殿の西南面より西の渡殿まで、すべていとおどろおどろしう紅葉襲色を尽したり…やうやう船楽ども漕ぎ出でたり…関白どのゝ御下襲菊のひへぎかゞやきて」の場面（図3.～6.）。
6. (補訂本詞書)「くらへ馬十番[注釈 19]なり…よろこひしたり」
7. (詞書「こまくらべ」より)「心もとなく見えたり…事ども果てて夜に」
8. (補訂本詞書)「いりてかえらせ給ふ…家司ともさまさまによろこひしたり」
9. (クリーブランド本)寝殿東側で駒競を見る人々（図11.）。
10. (補訂本)駒競を寝殿から眺める貴人（図13.）。
11. (サックラー本)寝殿西側で駒競を見物する人々（図12.）。
12. (個人蔵)楽所。太鼓橋がサックラー本と繋がる。
13. (クリーブランド本詞書[注釈 20]「廿日は昨日の…御みきなとまいりきこしめし」
14. (詞書「こまくらべ」より)「やがて宮の御方…給へり。夜」
15. (補訂本)「ふくるまゝに…かきつかうまつれり」
16. (推定)後宴の様子を描く。

ここまでで1巻終了とする。合わせて24紙、約1236センチメートルと、絵巻一巻の平均的な分量となる。

## 絵師と注文主
絵巻に絵師を示す記載は無い。明治時代には、平安時代末期の常盤光長と見なす説もあったが、昭和時代初頭には高階隆兼説が有力となっており、アジア・太平洋戦争終結以降では、1.定規引きを駆使した精密な建築描写、2.明晰な空間の把握、3.濃密な彩色、4.衣装に多用された彫塗技法といった特徴が、春日権現験記のそれに通じるゆえ、高階隆兼工房による、13世紀後半から14世紀初頭の制作説が、異論なく受け入れられている。
詞書については、河田昌之は「太くて平坦な線を連ねた大振りの文字」「明快で強さを湛えた書風」と評し、小松茂美は久保惣本一段分と摸本を含め、「法性寺流の著しい影響を受ける書風」とし、13世紀半ばの制作と見なす。
注文主として、河田昌之は、「春日権現験記」を春日大社に奉納し、「摂関家をしのぐ地位にあった」左大臣西園寺公衡を想定している。

## 評価
小松茂美は、寝殿 ・楽船・装束・牛車・輿等、有職故実の研究資料として有益であると言及する。
宮次男は、久保惣本を「色彩も美しく優雅絢麗（けんれい）の一語につきる」と例える。
秋山光和は、約200年前に記された『栄華物語』を絵画化するにあたり、後白河法皇が制作を命じたと思われる『年中行事絵巻』を参考にしただろうと論ずる。
河田昌之は、「製作を企画した人物、高い技倆の絵師を見近に置いていた人物の意図を超え、公家文化の特質を受け継ぐ主要な作品として意義付けられる」と述べる。
久保惣本の貴人と船楽の場面（図5.）は、平安貴族の風習を表した歴史資料として、高等学校日本史Bの教科書に採用された。